# Michael Kayode
Michael Olabode Kayode (* 10. Juli 2004 in Borgomanero) ist ein italienischer Fußballspieler. Der Außenverteidiger steht derzeit beim FC Brentford unter Vertrag und ist U21-Nationalspieler.

## Karriere

### Verein
Kayode stammt aus den Jugendabteilungen von Juventus und war sieben Jahre lang dem Verein verbunden, bevor er zum Serie-D-Provinzklub Gozzano wechselte, zunächst für zwei Jahre ausgeliehen, bevor er 2020 endgültig wechselte. Ein Jahr später wurde er in die Jugend der Fiorentina aufgenommen.
Nachdem er in der Saison 2022/23 bereits einige Male ohne Einsatz im Spieltagskader der Profimannschaft gestanden hatte, rückte Kayode im Sommer 2023 fest in die Profimannschaft der Fiorentina auf und gab am 19. August 2023 beim 4:1-Sieg gegen Genua sein Serie-A-Debüt. Am 26. Februar 2024 erzielte Kayode am 61. Minute des Spiels gegen Lazio sein erstes Serie-A-Tor.
Im Januar 2025 wechselte Kayode zunächst auf Leihbasis zum FC Brentford in die englische Premier League, der ihn daraufhin im Sommer 2025 fest verpflichtete.

### Nationalmannschaft
Kayode durchläuft seit 2021 die verschiedenen italienischen Juniorennationalmannschaften und vertritt seit Oktober 2023 die italienische U21-Nationalmannschaft.
Der Verteidiger war einer der Schlüsselspieler bei Italiens Titelgewinn bei der UEFA-U19-Europameisterschaft 2023: er erzielte im Finale den Siegtreffer.

## Titel
Nationalmannschaft
- U19-Europameister: 2023